# 1144-es tervszámú csatacirkáló
A 1114 Orlan, vagy más néven Kirov osztály a Szovjetunióban az 1980-as években hadrendbe állított csatacirkáló-típus. Eredetileg 12 hajó megépítését tervezték, anyagi okokból később ezt ötre csökkentették, végül csak négy állt szolgálatba. Az első egységet 1977-ben bocsátották vízre, majd 1980-ban állították hadrendbe. A szovjet-orosz terminológia szerint a hajó a nehéz rakétás cirkáló kategóriába tartozik.

## Története

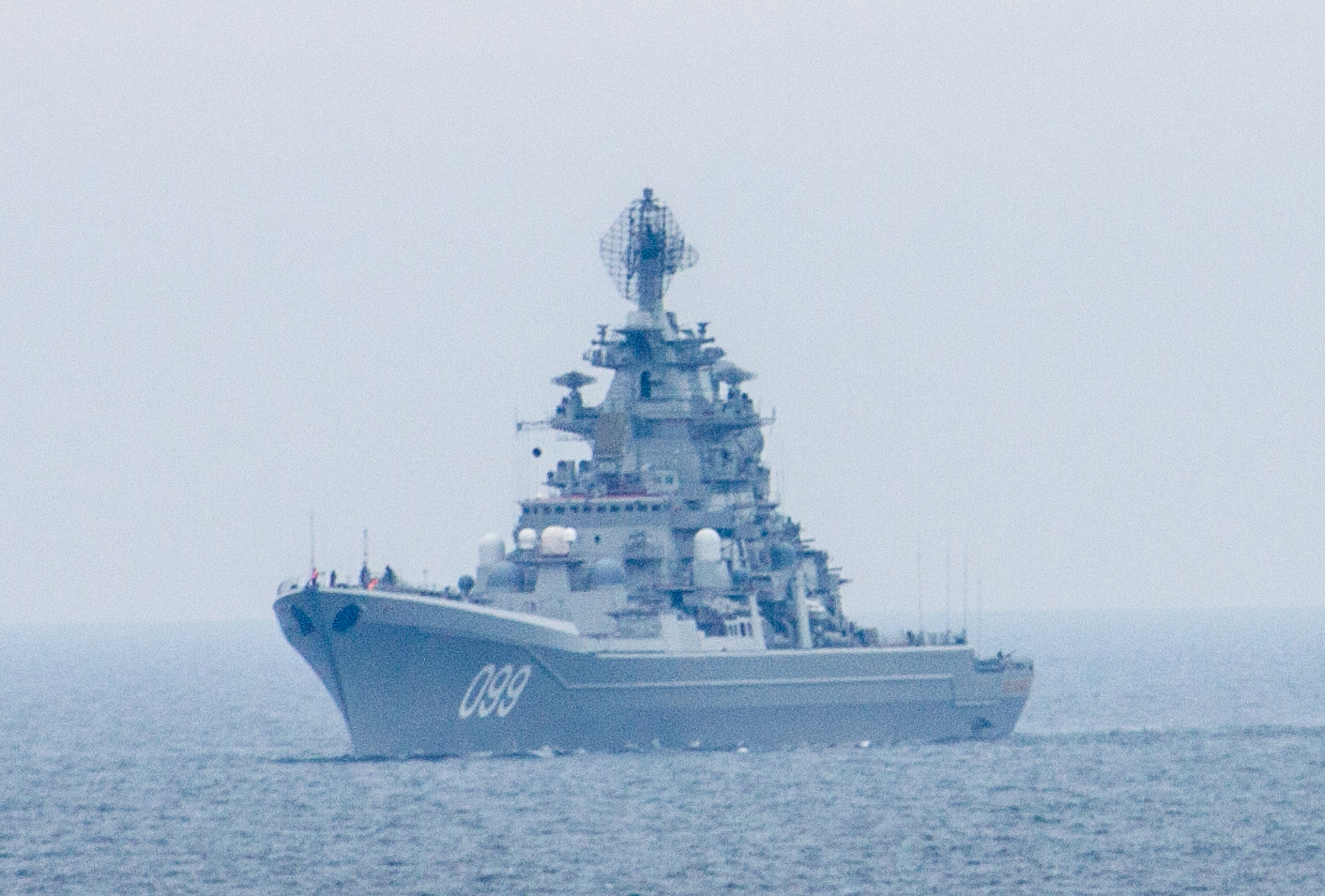
A Pjotr Velikij csatacirkáló a Balti-tengeren

## Az osztály egységei
- az osztály névadója, az 1977-ben vízre bocsátott (de a flotta által csak 1980-ban hadrendbe állított) Kirov,
- a Frunze ( 1984),
- Admiral Nahimov, ex. Kalinyin (1988)
- Pjotr Velikij, a Jurij Andropov néven építeni kezdett, de a Szovjetunió felbomlása miatt hosszú időre leállított, végül 1996-ban immáron Pjotr Velikij néven szolgálatba helyezett egység.

A hajók erősen felfegyverzettek és némileg különböznek egymástól. A rendszerváltás után a hajókat átnevezték: a Kirov új neve Admiral Usakov lett, a Frunze az Admiral Lazarev, a Kalinyin pedig az Admiral Nahimov nevet kapta. A Dzerzsinszkij nevű hajó építését abbahagyták.
A Kirovot a reaktoroknál fellépő problémák miatt (és mert nem volt pénz a felújításukra) már kivonták a szolgálatból és feldarabolták.
A Frunze szintén használaton kívül helyezve áll már hosszú ideje, de egy felújítással ismét szolgálatra alkalmassá tehető lenne, ezért Oroszország hosszabb távon számol vele.
A Kalinyin is dokkban töltötte az elmúlt évtizedet, de felújítását követően hamarosan ismét szolgálatba helyezik.
A Pjotr Velikij az Északi flotta állományában szolgál és Szeveromorszkban állomásozik. 2000 augusztusában részt vett azon a hadgyakorlaton, melyen a Kurszk atomtengeralattjáró elsüllyedt.